# Biřmování

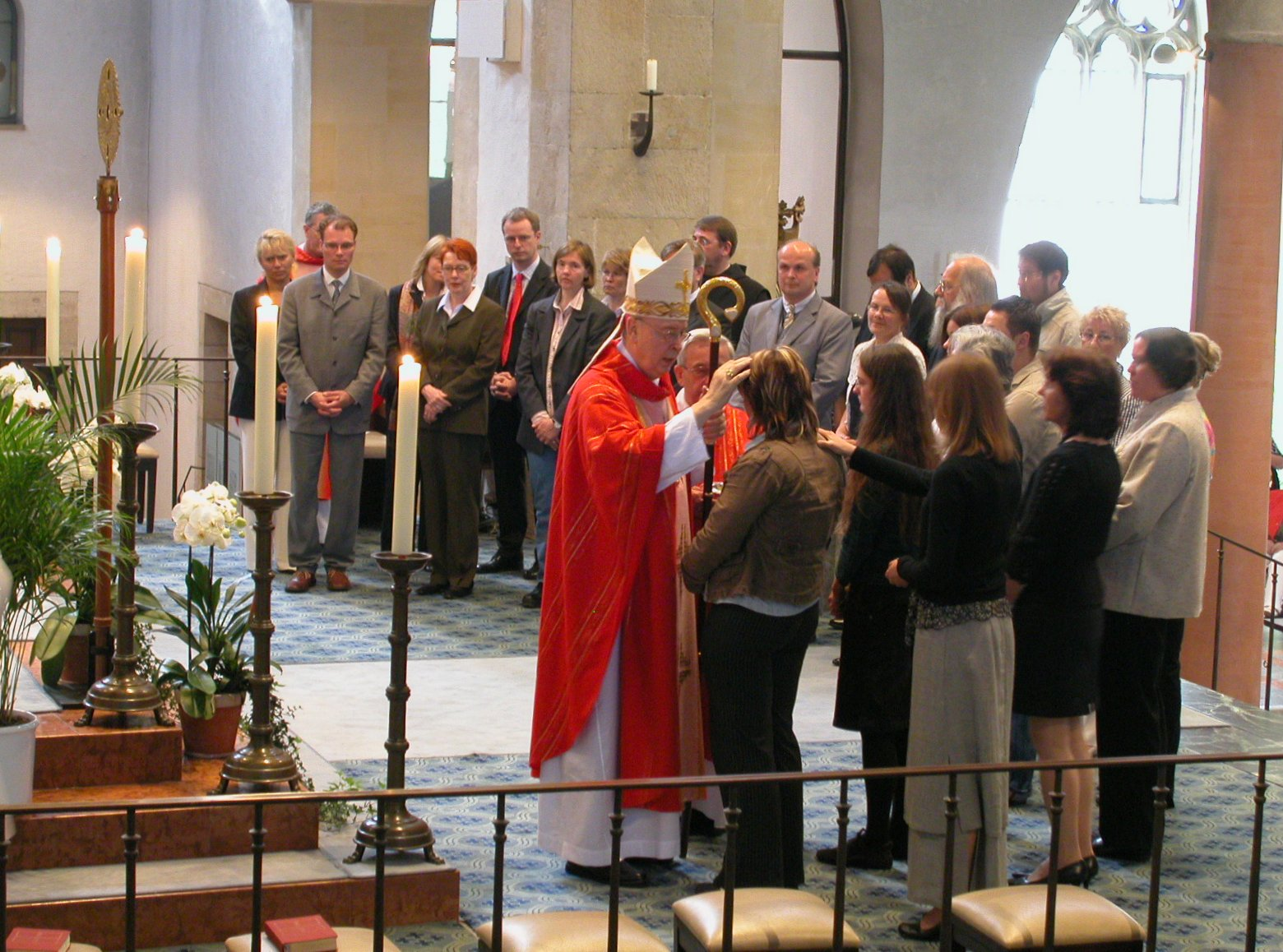
Biřmování v Hildesheimu (27. května 2007)

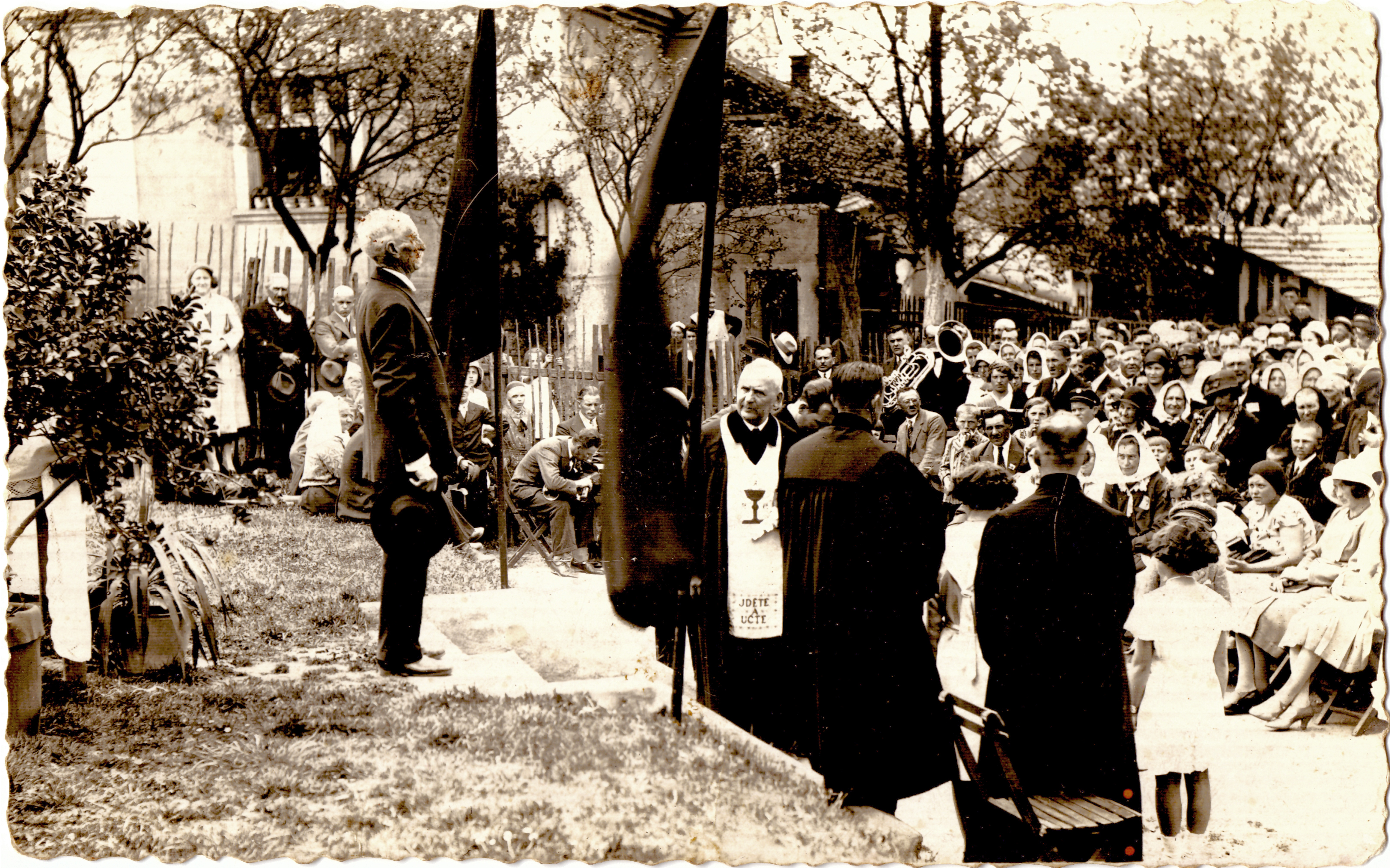
Biřmování v Plasích u Plzně (21. května 1933)

Biřmování (z něm. firmen, lat. firmare – utvrzovati) je jedna ze sedmi svátostí katolické, pravoslavné, starokatolických církví Utrechtské unie, katolických apoštolských církví (např. PAIC v Portugalsku a ICAB v Brazílii), Starokatolické církve na Slovensku (plus jejích sesterských církví) a Církve československé husitské. Spolu se křtem a eucharistií je jednou z iniciačních svátostí.
Biřmování je podle nauky zmiňovaných církví svátost ustanovená Ježíšem Kristem, jejímž prostřednictvím křesťan od Boha dostává pečeť daru Ducha Svatého. Spolu se křtem a svátostí svěcení biřmování podle katolické nauky vtiskuje do nitra člověka nezrušitelné znamení (charaktér), proto se tyto svátosti mohou přijmout jen jedenkrát za život.

## Biblický základ biřmování
Proroci ve Starém zákoně hlásali, že Duch Pána spočine na očekávaném Mesiáši pro jeho spásné poslání. Sestoupení Ducha svatého na Ježíše ve chvíli, kdy přijal křest od Jana Křtitele, bylo znamením, že to je on, který má přijít, že on je Mesiášem, Božím synem.
Když byl Ježíš pokřtěn, hned vystoupil z vody, a hle, otevřela se nebesa a spatřil Ducha Božího, jak sestupuje jako holubice a přichází na něho. A z nebe promluvil hlas: „Toto je můj milovaný syn, jehož jsem si vyvolil.“ Matouš (3,16-17)
Od okamžiku, kdy byl působením Ducha svatého počat, celý jeho život i jeho poslání probíhá v naprostém společenství s Duchem svatým, kterého mu Otec dává „v míře neomezené“ (Jan 3,34). Tato plnost Ducha svatého neměla být jen výsadou Mesiáše, ale měla být sdělena celému mesiášskému lidu.
Dar Ducha Svatého Ježíš vícekrát přislíbil svým učedníkům; tento příslib uskutečnil nejprve v den Velikonoc (Jan 14) a později skvělejším způsobem v den Letnic.
První zmínka o modlitbě za Ducha Svatého se nachází ve Skutcích apoštolů (8,14–17):
Když apoštolové v Jeruzalémě uslyšeli, že v Samařsku přijali Boží slovo, poslali k nim Petra a Jana. Oni tam přišli a modlili se za ně, aby také jim byl dán Duch Svatý, neboť ještě na nikoho z nich nesestoupil; byli jen pokřtěni ve jméno Pána Ježíše. Petr a Jan tedy na ně vložili ruce a oni přijali Ducha Svatého.

## Biřmování v západní církvi
Viz též: Biřmování v katolické církvi

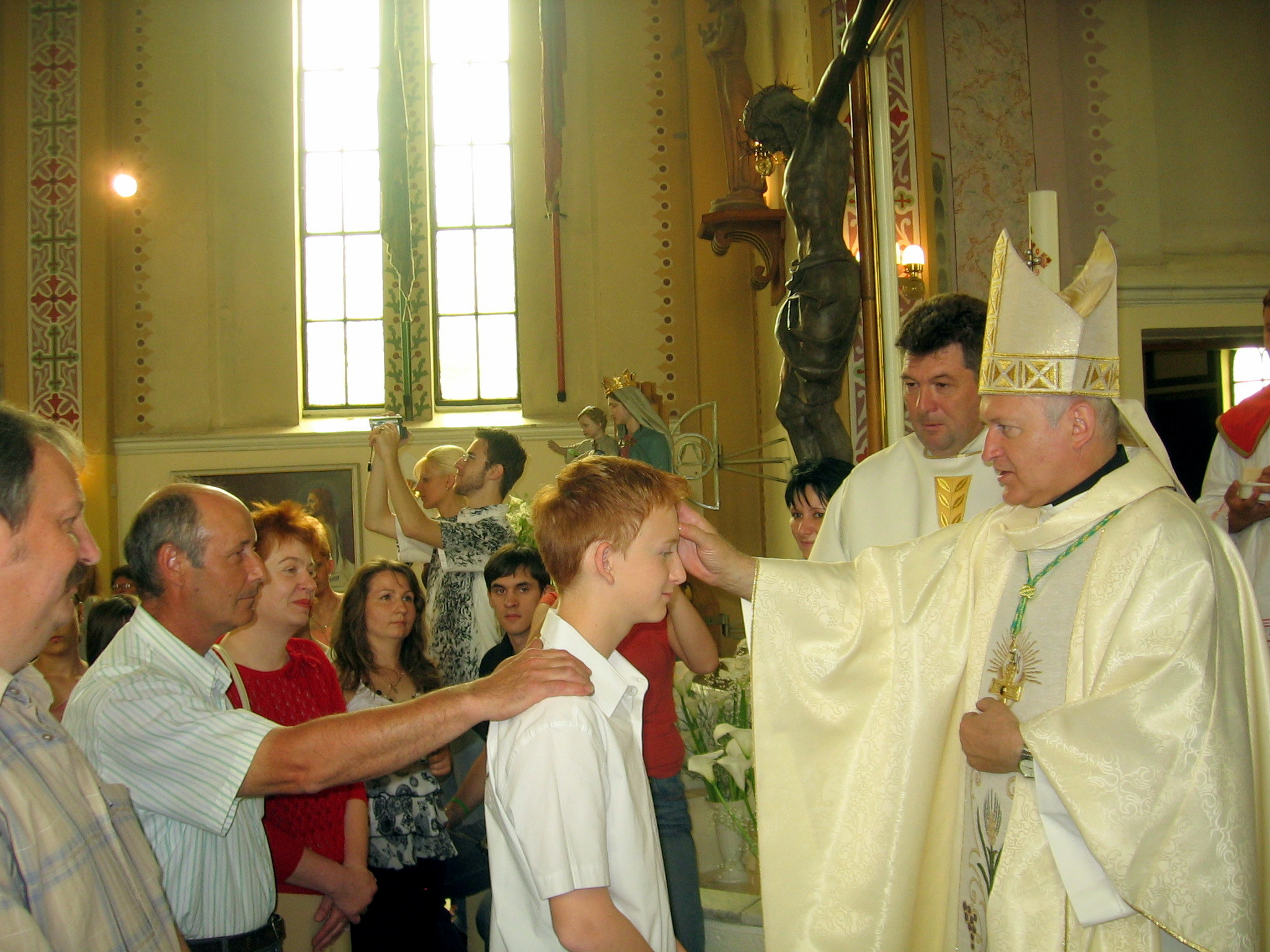
Biřmování chlapce

Svátost biřmování může přijmout každý pokřtěný člověk, který ji dosud nepřijal a který dosáhl věku užívání rozumu. Pokud přijímá člověk křest až v dospělosti, bývá někdy (ne vždy) zároveň biřmován.
Řádným udělovatelem svátosti biřmování je biskup. V případě nutnosti může dát biskup dovolení, aby udělovali biřmování, kněžím. Je-li křesťan v nebezpečí smrti, může mu udělit biřmování kterýkoliv kněz i bez povolení biskupa. Kněz může bez povolení biskupa na svém území biřmovat také v případě, že křtí dospělého společně s biřmováním, a nebo když je ustanoven do pozice biskupa (např. v biskupem neobsazené diecézi).
V římskokatolickém ritu se svátost biřmování uděluje prostřednictvím pomazání olejem (křižmem) na čelo, spolu s vkládáním rukou udělovatele svátosti a slovy: „(jméno ve vokativu), přijmi pečeť daru Ducha svatého“ (lat. accipe Signaculum doni Spiritus Sancti). Při udělování biřmování dle starších liturgických pravidel, které stále probíhá v rámci tradičně katolické komunity, po pomazání následuje ještě symbolický políček biřmovanci na tvář, kterým mu připomíná, že má být připraven pro víru i trpět.

## Biřmování ve východních církvích

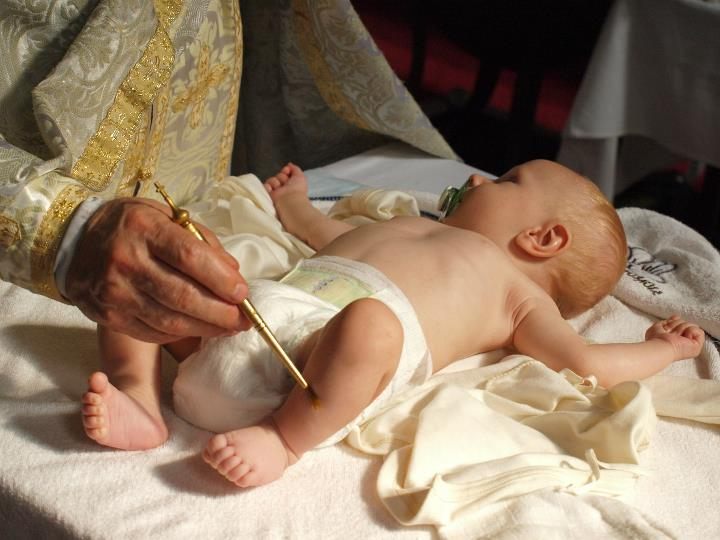
Myropomazání kojence v České pravoslavné církvi

V pravoslavných východních církvích se biřmování, které se zde nazývá myropomazáním (z řeckého μύρον myron pomazání; rusky миропомазание) uděluje zároveň se křtem, a to i u malých dětí. Myropomazání se zpravidla provádí ihned po svátosti křtu, může však vykonáno i jindy, například jako doplněk křtu, provedeného laikem. Bez myropomazání není v pravoslaví možné podstoupit svaté přijímání, dokonce i když je věřící pokřtěn.
Obvyklým udělovatelem této svátosti je ve východních církvích kněz, někdy také biskup, a používá tzv. myro (olej posvěcený biskupem). Myropomazání je tajina (svátost), je zde přijímáno jako dar Ducha Svatého. Před myropomazáním kněz předčítá modlitbu o seslání milosti Svatého Ducha na novokřtěnce, a potom mu symbolem kříže pomazává postupně čelo, oči (resp. víčka), nozdry, uši, hruď, ruce a nohy. Při každém jednotlivém pomazání kněz opakuje slova: „Pečeť darů Ducha Svatého. Amen“ („Печать дара Духа Святого. Аминь“).
Myropomazání se provádí také u věřících přestoupivších k pravoslaví z těch vyznání, v nichž je křest uznáván jako platný. U luteránů a kalvinistů se svátost myropomazání vykonává bezpodmínečně, neboť tyto denominace jej neuznávají coby svátost. U katolíků (tj. všech katolických církví ve společenství se Svatým stolcem v Římě) a Arménů (Arménská apoštolská církev) jen v tom případě, pokud u nich obřad nebyl dříve vykonán.

## Biřmování a konfirmace
Jak pro Katolickou církev, tak pro pravoslaví je důležité, aby biřmování uděloval člověk vysvěcený biskupem s apoštolskou posloupností. Katolická a pravoslavná církev tak např. neuznává konfirmace u protestantských církví (sami protestanti konfirmaci chápou jako bohoslužebnou slavnost přijetí konfirmandů mezi dospělé členy sboru a nikoliv jako svátost).

## Význam biřmování
Významem svátosti biřmování je zvláštní vylití Ducha svatého, jak bylo kdysi uděleno apoštolům v den Letnic. V důsledku toho přináší vzrůst a prohloubení křestní milosti:
- hlouběji zakořeňuje biřmovaného do Božího synovství, které mu dává právo volat: "Abba, Otče"
- pevněji jej spojuje s Kristem
- rozmnožuje v něm dary Ducha svatého
- dokonaleji jej spojuje s církví
- poskytuje biřmovanému zvláštní sílu Ducha svatého, aby šířil a bránil víru slovem i skutkem jako opravdoví Kristovi svědkové, aby statečně vyznával Kristovo jméno a aby se nikdy nestyděl za Kristův kříž